# زبان فروی
زبان فروی یا فرویگی زبانی در حال انقراض از زبان‌های کویری است که توسط حدود ۵۰۰ سخنور در شهر کوچک فرخی گفتگو می‌شود. گرچه فروی از خانواده زبان‌های ایرانی شمال غربی است، برخی از ویژگی‌های ایرانی جنوب غربی. همچنین این زبان با بلوچی و کردی نیز دارای اشتراکاتی است که آن را از سایر زبان‌های منطقه متمایز می‌کند.